# Hipoparatiroïdisme
L'hipoparatiroïdisme és la disminució de la funció de les glàndules paratiroides amb subproducció de l'hormona paratiroidal (PTH). Això pot conduir a nivells baixos de calci a la sang, sovint causant convulsions i contraccions musculars o tetània (contracció muscular involuntària), i diversos altres símptomes. És una malaltia molt rara. La malaltia es pot heretar, però també es troba després de la tiroidectomia o la cirurgia de la glàndula paratiroidal, i pot ser causada per danys relacionats amb el sistema immunitari, així com per una sèrie de causes més rares. El diagnòstic es fa amb anàlisi de sangs, i altres investigacions com les proves genètiques en funció dels resultats. El tractament principal de l'hipoparatiroïdisme és la suplementació de calci i vitamina D. La substitució de calci o la vitamina D pot millorar els símptomes, però pot augmentar el risc de càlculs renals i malaltia renal crònica. A més, medicaments com l'hormona paratiroidal humana recombinant o la teriparatida es poden administrar per injecció per substituir l'hormona que falta.